# Valerius Obletter
Valerius Obletter (1717 Tenna–23. července 1782 Olomouc) byl zvonař a puškař v Olomouci.

## Historie
Valerius Obletter pocházel z jižních Tyrol obce Tenna (okolí Triente Itálie). V roce 1752 byl v Olomouci přijat za měšťana, dne 9. září 1752 byl prohlášen za mistra cechu jako lijec děl a zvonů. V roce 1753 koupil v dražbě dům čp. 270 s dílnou ve Ztracené ulici 38, dílna byla umístěná na dvoře. V Olomouci byl poručíkem měšťanské gardy a v roce 1756 se stal uličním hejtmanem.
V roce 1754 se oženil s Annou Dorotou, dcerou stolaře Jiřího Hucka. Anna Dorota zemřela v 28. června 1765. Podruhé se Valerius Obletter oženil 17. září 1765 s Annou Marií, dcerou olomouckého sochaře Jana Antonína Richtra v kostele svatého Petra v Olomouci. Z obou manželství vzešlo deset dětí, většina zemřela v útlém věku. Pokračovatelem ve zvonařství byl jeho nejstarší syn Antonín Jan Alois Obletter (1761–1805).
Valerius Obletter zemřel ve věku 65 let dne 23. července 1782 v Olomouci a byl pochován dne 29. července 1782 ke kostelu Panny Marie na Předhradí.

## Dílo
Jeho dílo v pozdně barokním a rokokovém období se nalézalo na Moravě, ve Slezsku i v Čechách. V období obléhání Olomouce pruským vojskem lil a přeléval poškozená děla a hmoždíře pro olomouckou posádku.
Seznam zvonů (neúplný) podle zdrojů 
- 1749 Pivín
- 1752 Lubná, Lipová, kaple Trhavice (Norberčany)
- 1752 kostel Nejsvětější Trojice Albrechtice u Rýmařova (zvon sv. Barbory rekvírován v roce 1919, průměr 33 cm)
- 1753 Němčice Domažlice,
- 1753 Hustopeče nad Bečvou,
- 1754 Chornice
- 1756 Loštice, Rudoltovice, Kralice, Vyškov,
- 1756 Hrubčice, kostel sv. Urbana (zvon sv. Vavřinec, váha 97 liber[pozn. 1])[6]
- 1757 Rudoltovice (dva zvony),
- 1757 Véska,
- 1757 Pivín,
- 1758 Újezd, Nový Jičín
- 1759 Spálov (dva), Hustopeče nad Bečvou, Větřkovice, Kroměříž kostel svatého Mořice
- 1760 Dub nad Moravou
- 1764 Horní Újezd (okr. Přerov), Hlinsko
- 1773 Třemešná ve Slezsku, kostel svatého Šebestiána, průměr 56 cm[7]
- 1774 Napajedla, kostel svatého Bartoloměje, umíráček s reliéfy Madony s dítětem a sv. Josefa
- 1776 Jiříkov, kostel svatého Michala[8]
- 1781 Zábřeh, kostel svatého Bartoloměje[9], umíráček, hmotnost 120 kg, průměr 56 cm, ladění as2
- 1781 Velká Bystřice